# Tangentopoli (album)
Tangentopoli è un album che contiene 8 brani incisi da Mario Merola nel 1994.

## Brani
- Tangentopoli (P. Giordano - E. Alfieri) (Ed. Edisor) 3'42"
- Nuttata Napulitana (P. Giordano - E. Alfieri) (Ed. Edisor) 3'12"
- 'A Mugliera (G. De Angelis - E. Alfieri) (Ed. Edisor) 3'23"
- Ricuordete 'e Me (V. Tufano) (Ed. Edisor) 3'37"
- Parlanno 'e Napule (S. Di Pietro - E. Alfieri) (Ed. Edisor) 4'49"
- Concetta (P. Giordano - E. Alfieri) (Ed. Edisor) 2'43"
- Serenatella Amara (P. Giordano - E. Alfieri) (Ed Edisor) 3'29"
- Dimane e' Festa (R. Mallozzi - E. Alfieri) (Ed Edisor) 2'51"